# Altstadtsynagoge (Rzeszów)

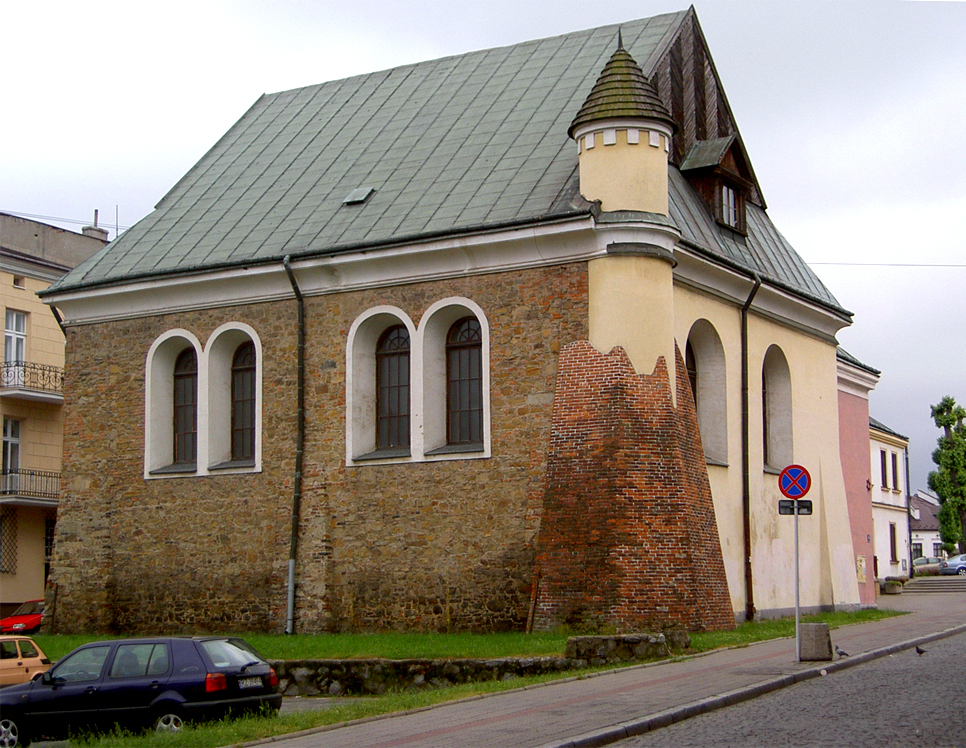
Altstadtsynagoge in Rzeszów

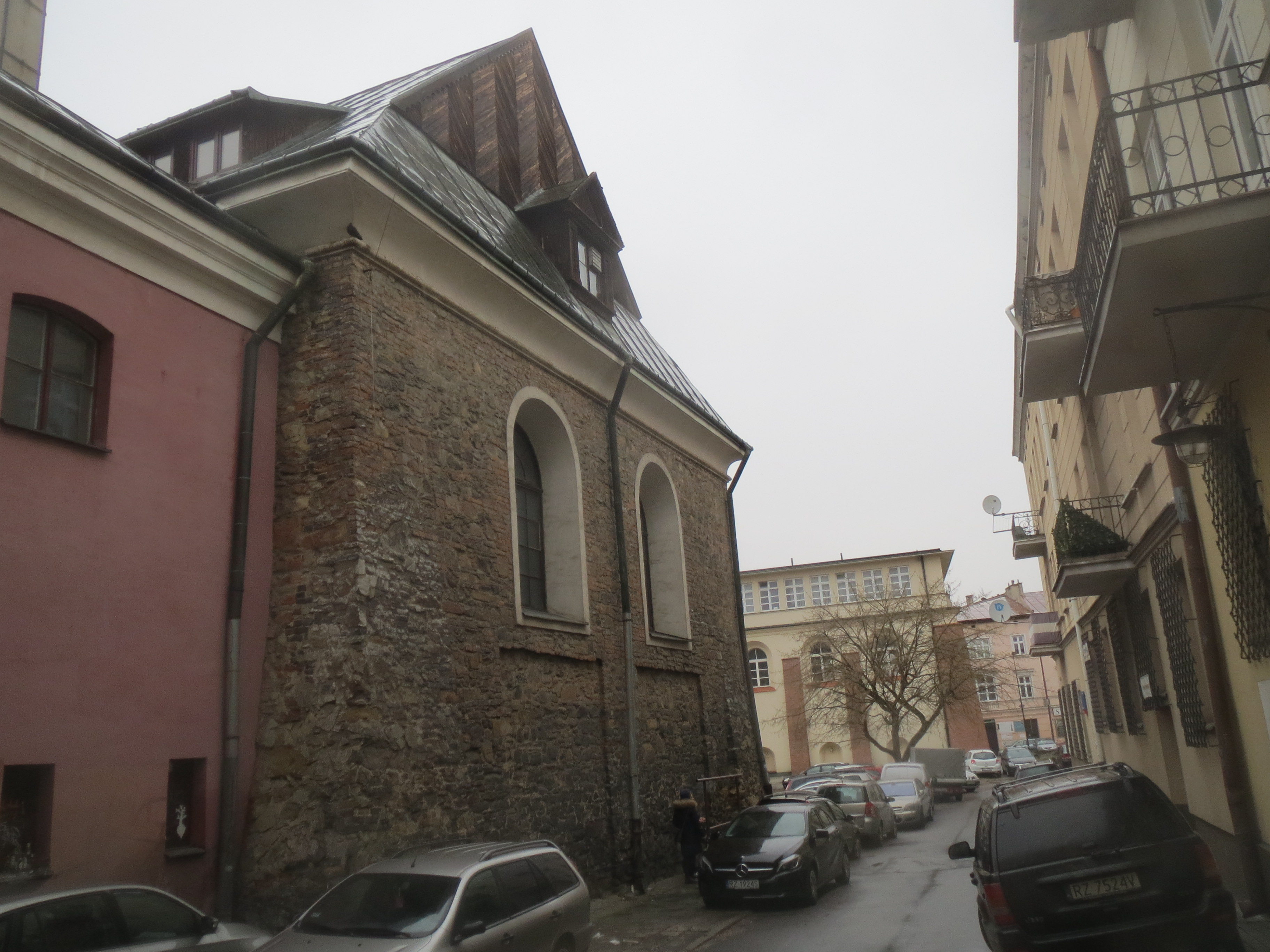
Altstadtsynagoge mit Neustadtsynagoge im Hintergrund

Die Altstadtsynagoge (auch als Alte Schul, Alte Synagoge und Kleine Synagoge bekannt) ist eine profanierte Synagoge in  Rzeszów, der Hauptstadt der polnischen Woiwodschaft Karpatenvorland. Sie stammt aus dem frühen 17. Jahrhundert.  In unmittelbarer Nähe und in Sichtweite wurde circa 100 Jahre später die Neustadtsynagoge erbaut.

## Geschichte
Erbauungsjahr war höchstwahrscheinlich 1610; erstmals erwähnt wurde sie 1617. Sie lag am Rande, aber außerhalb der Befestigungen der Altstadt und gehörte mit ihren dicken Mauern mit zum Verteidigungssystem der Stadt. Während der Kriege in der zweiten Hälfte des 17. Jahrhunderts und im frühen 18. Jahrhundert, die große Teile Polen-Litauens verwüsteten, wurde auch Rzeszów und mit ihr die Synagoge mehrfach abgebrannt. Dabei blieben nur die Außenmauern erhalten, wodurch auch die ursprüngliche Dachform (und auch einige spätere) nicht bekannt sind.
Nach einem Feuer in 1842 und zusätzlich in 1891 wurden wiederholt Renovierungen durchgeführt.
Nach der deutschen Besetzung Polens im Zweiten Weltkrieg wurde 1942 das Innere verwüstet und das Gebäude angesteckt. Auf Grund der Beschädigungen stürzte das Dach 1947 ein. 1949 beschlossen die Behörden, die Ruine zu renovieren und dann als staatliches Archiv zu nutzen. Dies geschah von 1953 bis 1956. Dabei blieben nur die äußeren Wände erhalten. Die Stützbima wurde abgerissen und ein zweites Stockwerk sowie eine weitere Etage unter dem Dach wurden eingezogen.
Heute (2019) gehört das Gebäude der Jewish Faith Community in Krakau und ist an das staatliche Archiv verpachtet. Ebenfalls beherbergt es das Zentrum zur Erforschung jüdischer Geschichte.

## Architektur
Ursprünglich wurde vermutlich nur der Gebetsraum der Männer als kubisches Hauptgebäude errichtet. Die dicken Steinwände wurden außen noch durch massive Stützpfeiler verstärkt. Der größte davon befand sich im Nordwesten und hatte im Inneren eine Spiraltreppe, die nach oben unter das Dach führte und nach unten in eine Gefängniszelle.
Die inneren Maße waren 14,90 × 12,80 m mit einer maximalen Höhe des Gewölbes von 10,80 m. Eine Stützbima (ein Turm mit quadratischem Grundriss, der bis zur Decke reichte) hatte in ihrer Mitte das 60 cm hohe Podium der Bima.
Innen waren die Wände in drei horizontale Zonen unterteilt. Die Rundbogenfenster (je zwei im Westen und im Osten und je zwei Paare im Süden und im Norden) befinden sich in der oberen Zone.
Im Laufe der Zeit wurden eine niedrigere Vorhalle und Gebetsräume für die Frauen im Westen und Süden angebaut. Dadurch wurden auch die Fenster teilweise verdeckt.
Ein ursprünglicher steinerner Toraschrein wurde durch eines der Feuer (vermutlich 1739) zerstört und durch einen kunstvoll geschnitzten hölzernen ersetzt. Hoch und schmal bestand er aus vier Etagen, die nach oben jeweils noch schmaler wurden und an den Seiten durch Säulen und Verzierungen eingerahmt waren. Der Schrein wurde bei den Verwüstungen 1942 zerstört.